# جماعة أجوداث إسرائيل في أمريكا
جماعة اجوداث إسرائيل من أمريكا (بالعبرية: אגודת ישראל באמריקה) (يشار إليها أحياناً باسم اجوداث أو يختصر AIA)، هي منظمة مجتمعية يهودية حريدية في الولايات المتحدة التابعة بشكل ضعيف لجماعة اجوداث إسرائيل الدولية العالمية.

## المهام
تخدم اجوداث كقيادة وسياسة منظمة المظلة لليهود الحريديم في الولايات المتحدة، سواء تلك التي تنتسب إلى الحسيدية وغير الحسيدية اليهود المعارضين (ميسنوغدم)/المخيمات اليهودية في ليتوانيا.
أجوداث في الولايات المتحدة قدمت نجاحاً كبيراً في المهمة الصعبة المتمثلة في الإبقاء على المهام الحسيدية الرئيسية، مع أعضاء من الحسيدية الألمانية (الجير) في أمريكا عملوا معاً داخل المنظمة وكذلك شاركت الغير الحسيدية الليتوانية في المعاهد الدينية يشيفا روش معهم. تمثل اجوداث الغالبية العظمى من أعضاء عالم يشيفا(المعهد الديني)، التي تعرف أحياناً من قبل التسمية القديمة «ميسنوغدم»، فضلاً عن قطاعات الحسيدية اليهودية؛ جميعهم يعرفون باسم الحريديم أو «يهودية التوراة» اليهود الذين يمثلون التوراة اليهودية في أمريكا الشمالية. لا تتبع كل الجماعات اليهودية الحسيدية جماعة اجوداث إسرائيل. على سبيل المثال، يكره المجموعة الحسيدية ساتمار موقف اجوداث المعتدل نسبياً تجاه دولة إسرائيل.
اجوداث لديها اتصالات أيديولوجية مع كل من حزب أغودات يسرائيل ومع ديغيل هاتوراه (بالعبرية، «عَلَم التوراة»)، اثنين من الأحزاب الإسرائيلية الأرثوذكسية اليهودية السياسية التي لها تمثيل في الكنيست (البرلمان الإسرائيلي). في إسرائيل، ديغيل هاتوراه واجوداث هما في ائتلاف سياسي يسمى يهدوت هتوراة (يهودية التوراة).
جماعة اجوداث إسرائيل في أمريكا هي أيضاً جزء من منظمة جماعة أجوداث إسرائيل العالمية، التي تعقد المؤتمرات الدولية والمجامع الدينية.

## روابط خارجية
- National public policy of Agudah, 1999
- Professional survey of Agudah
- Dei'ah Vedibur, weekly web edition of Yated Neeman newspaper
- The Jewish Observer, AIA's magazine, on the web
- The Lefkowitz Leadership Initiative, AIA's website for younger people